# Llanwrda
Llanwrda är en ort och community i Storbritannien.   Den ligger i kommunen Carmarthenshire och riksdelen Wales, i den södra delen av landet, 260 km väster om huvudstaden London. Antalet invånare är 514 (2011).